# Heilig Hartbeeld (Rijckholt)
Het Heilig Hartbeeld is een standbeeld in de Nederlandse plaats Rijckholt, in de provincie Limburg.

## Achtergrond
In 1912 werd door Franse zusters Dominicanessen het klooster Val Saint Marie in Rijckholt gesticht. In 1923 keerden zij terug naar Frankrijk en het klooster werd gekocht door de Liefdezusters van de Heilige Carolus Borromeus uit Maastricht, die het de naam Huize Immaculata gaven. Het klooster werd een rust- en herstellingsoord voor zusters.
 In de kloostertuin werd een Heilig Hartbeeld opgericht.

## Beschrijving
Het beeld is een natuurstenen, staande Christusfiguur in een lang, gedrapeerd gewaad. Hij houdt zijn beide armen wijd gespreid en toont op zijn borst het Heilig Hart. In de voet van het beeld is in relïef een wapenschild aangebracht met het IHS-monogram.
Het beeld staat op een hoge sokkel, met in het basement het opschrift: 

HEILIG HART VAN JEZUS
TROOST DE ZIEKEN
HEILIG DE PRIESTERS